# Leptocaris canariensis
Leptocaris canariensis är en kräftdjursart som beskrevs av Lang. Leptocaris canariensis ingår i släktet Leptocaris och familjen Darcythompsoniidae. Inga underarter finns listade i Catalogue of Life.